# キリング・サラザール 沈黙の作戦
『キリング・サラザール 沈黙の作戦(ミッション)』（原題：Killing SalazarあるいはCartels）は、2016年に製作されたアメリカのアクション映画。テレビ放映題・配信題は、『沈黙の作戦(ミッション)』。

## 概要
実質の主演はルーク・ゴスであり、彼にとっては『沈黙の傭兵』以来のスティーヴン・セガールとの共演となる。ジョルジュ・サンピエールは、スティーヴン・セガールに武術の教えを乞うことでノーギャラで出演した。なお本作品は、世界各国を差し置いて日本で最初にリリースされている。

## キャスト
| 役名                 | 俳優                     | 日本語吹替 |
| -------------------- | ------------------------ | ---------- |
| ジョン・ハリソン     | スティーヴン・セガール   | 大塚明夫   |
| トム・ジェンセン     | ルーク・ゴス             | 山本兼平   |
| ブルーノ・シンクレア | ジョルジュ・サンピエール | 田村真     |
| アマンダ・チャベズ   | マルティーヌ・アルジャン | 下山田綾華 |
| スコニー             | ダレン・Ｅ・スコット     | 増元拓也   |